# Cima Castelletto
La Cima Castelletto è una montagna delle Alpi liguri alta 1087 m; si trova in provincia di Cuneo.

## Descrizione

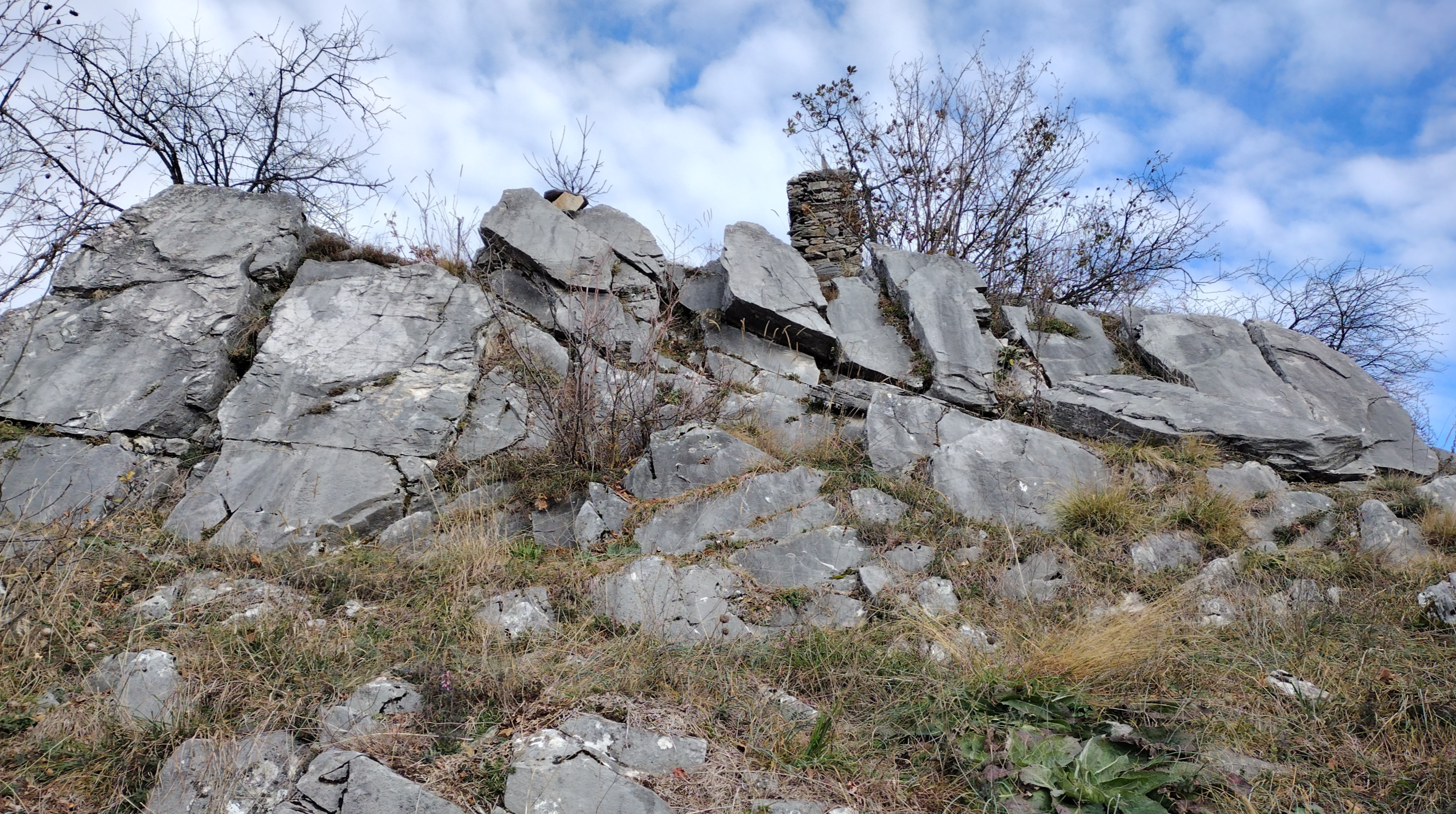
La sommità rocciosa della montagna

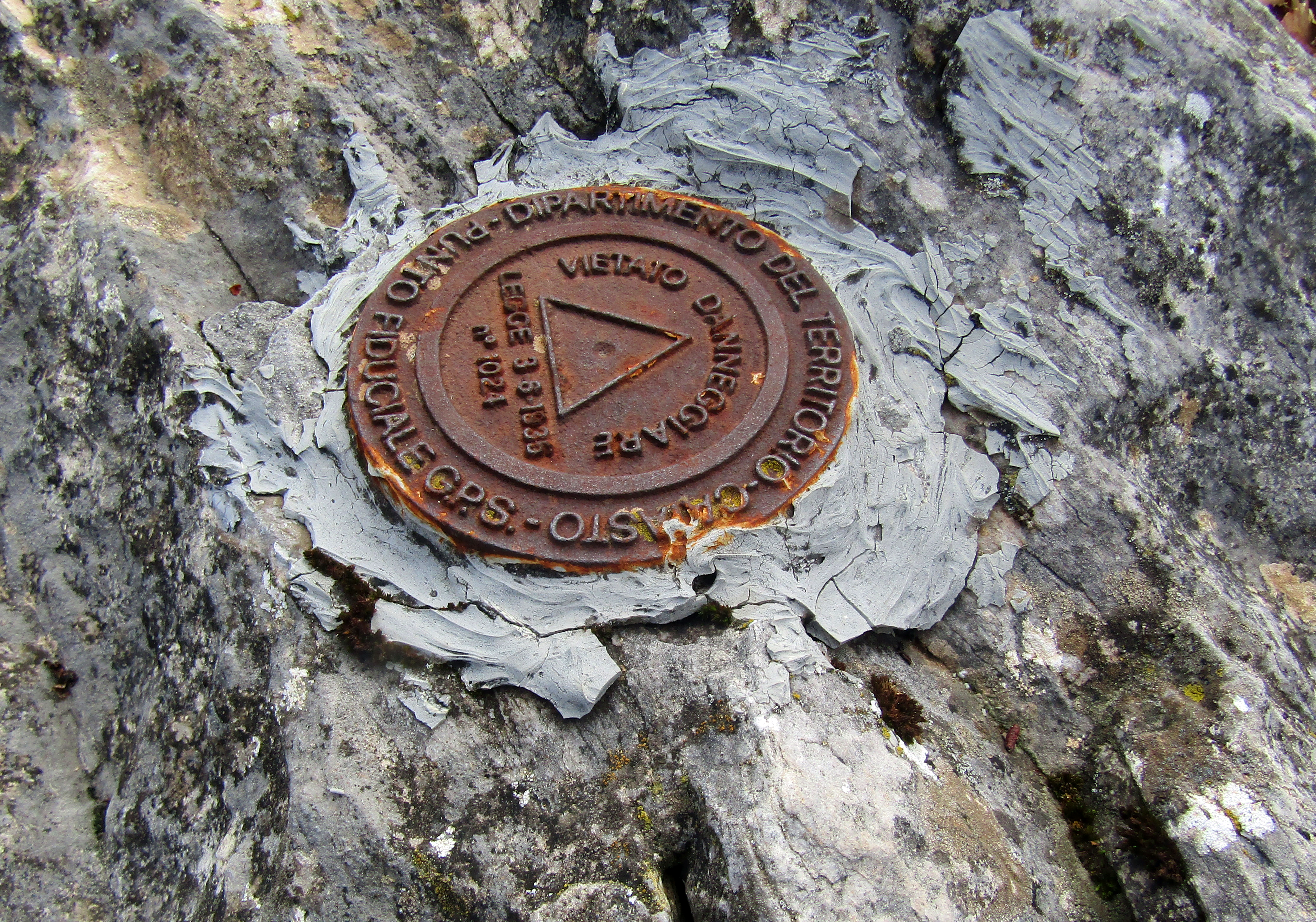
Riferimento topografico (punto fiduciale) sulla cima

La montagna si trova sullo spartiacque Maudagna/Ellero. A sud il Colletto Merlatti la divide dal Bric Miroglio, mentre verso nord lo spartiacque perde quota con una sella nei pressi delle Stalle del Castelletto e risale poi al Bric Foltera. Amministrativamente la Cima Castelletto si trova sul confine tra i comuni di Frabosa Sottana (a est) e Roccaforte Mondovì. La zona sommitale è caratterizzata da una boscaglia che vegeta su ripidi affioramenti rocciosi. La prominenza topografica della Cima Castelletto è di 42 m, ed è data dalla differenza di quota tra il punto culminante e il punto minimo, rappresentato dalla sella presso le Stalle del Castelletto.

## Geologia
La montagna è nota ai geologi per le sue masse marmoree, inglobate in una matrice di rocce scistose. Durante il primo dopoguerra, alle falde della Cima Castelletto sul lato val Maudagna, iniziò lo sfruttamento del marmo "Nero nuvolato", in una cava oggi abbandonata. La pietra, di notevole pregio, venne utilizzata in vari edifici sia in Italia, come ad esempio per l'atrio dell'Istituto Galileo Ferraris e l'ossario della Gran Madre a Torino e per i porticati del Cimitero monumentale di Milano, sia all'estero, come nei restauri della Cattedrale di Annecy.

## Accesso alla cima

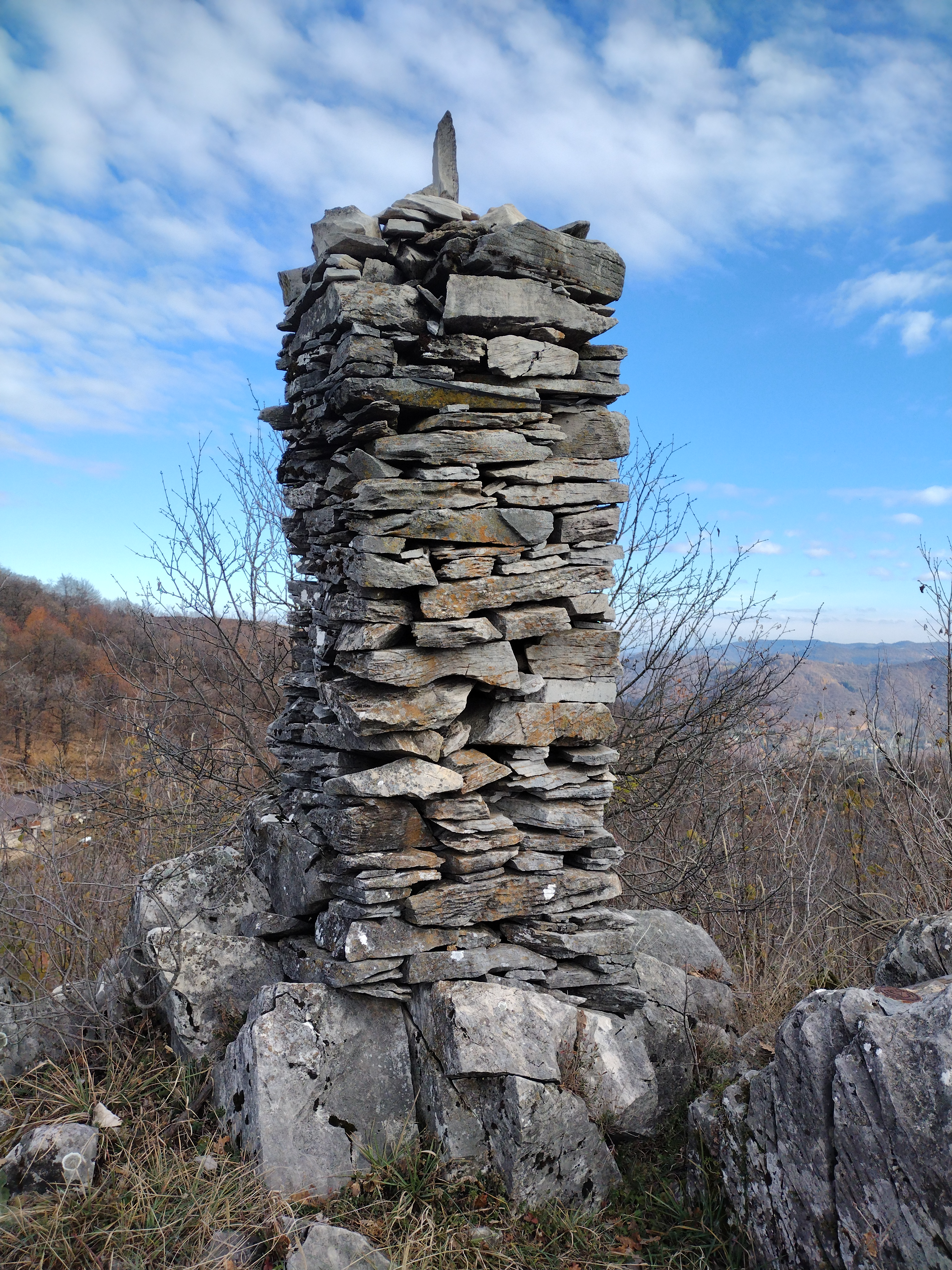
L'ometto sulla cima

Si può salire alla vetta della montagna con partenza da Miroglio, raggiungendo il crinale Maudagna/Ellero e seguendo poi la cresta sud del monte. La difficoltà è data come EE (cioè per escursionisti esperti). La salita può essere accoppiata a quella al vicino Bric Foltera (di accesso più facile) ed eventualmente anche alla Cima Friosa e al Bric Miroglio.